# マーク・ゴジック
マーク・アレクサンドロヴィチ・ゴジック（ロシア語: Марк Александрович Годик、1939年8月5日 - 2020年4月12日）は、ロシア出身の教育者、サッカー指導者。
教育学博士で専攻はスポーツ科学（主にサッカー）。

## 来歴
1958年タシュケント鉄道輸送技術者研究所で学び、1961年ГЦОЛИФК（現体育スポーツ青少年観光ロシア国立大学）入学、1963年その大学院へ進む。1969年から1974年までГДОИФК им. П. Ф. Лесгафта（現レズガフト記念体育文化スポーツ健康民族国立大学）で助教授であった。
一方でソビエト連邦サッカー連盟（現ロシアサッカー連合）へスタッフ入りしソ連代表コーチを歴任し、その後はロシア代表コーチとして1994 FIFAワールドカップを経験する。この時に代表スタッフとしてパヴェル・サディリンやガジ・ガジエフと知り合う。
また年度は不明だが2年間、UAEアル・アインFCアカデミー監督として着任し、UAEの全国大会少年部で優勝を飾っている。
その後、ウクライナFCシャフタール・ドネツクのコーチとして活躍する。2000年、シャフタール退団を決意していたところへサディリン監督に誘われPFC CSKAモスクワコーチに就任する。
2002年、ガジエフのサンフレッチェ広島監督就任に伴い、コーチ（フィジオセラピスト）として来日する。同年6月、ガジエフが退任したこと を機に、コーチを退任した。
帰国後も研究者として活躍し、2007年からロシアサッカー連合科学方法論評議会の会長を務める。

## 略歴
- 1958年 - 1961年 :  タシュケント鉄道輸送技術者研究所
- 1961年 - 1965年 :  体育スポーツ青少年観光ロシア国立大学）
- 1969年 - 1974年 :  レズガフト記念体育文化スポーツ健康民族国立大学（ロシア語版）助教授
- ????年 - 1991年 :  サッカーソビエト連邦代表コーチ
- 1991年 - ?年 :  サッカーロシア代表コーチ
- ?年 - ?年 :  アル・アインFCサッカースクール監督
- 1998年 - 2000年 :  FCシャフタール・ドネツクコーチ
- 2000年 - 2001年 :  PFC CSKAモスクワコーチ
- 2002年 :  サンフレッチェ広島F.Cコーチ
- 2007年 - 現在 :  ロシアサッカー連合科学方法論評議会会長

## 参考資料
- Годик Марк Александрович - レズガフト記念体育文化スポーツ健康民族国立大学
- 02.2.10 - ウェイバックマシン（2007年2月14日アーカイブ分） - Sanfrecce Diary